# Nitratfilter
Ein Nitratfilter ist eine Einrichtung in einem Aquarium, mit der man Nitrat-Ionen, die im Rahmen des biologischen Stickstoffkreislaufs entstehen, wieder aus dem Wasser entfernen kann.
- Denitrifikation

Das Prinzip beruht darauf, dass manche Bakterien anstelle von elementarem Sauerstoff, auch den im Nitrat gebundenen Sauerstoff veratmen und dabei elementaren Stickstoff freisetzen können. Für diesen Vorgang muss eine Nahrungsquelle vorhanden sein, die (als Sauerstoffakzeptor) oxidiert werden kann. Erprobt wurden als Kohlenstoffquelle z. B. Alkohol (z. B. im Wodkafilter) oder auch Paraffinkügelchen. 
- Nitratharzfilter

Nitratselektive Harze wirken als Anionenaustauscher, um nitratbelastetes Wasser vom Nitrat zu befreien. Beim Nitrataustausch werden Nitrat-Ionen gegen Chlorid-Ionen ausgetauscht, weshalb der Gesamtsalzgehalt unverändert bleibt. Regeneriert wird der Anionenaustauscher mit einer 10%igen Kochsalzlösung, damit wird der Prozess umgekehrt und das an Harz angelagerte Nitrat-Ion durch ein Chlorid-Ion ersetzt.  